# Seenotrettungsstation Norderney
Die Seenotrettungsstation Norderney ist eine ständig besetzte Wache der Deutschen Gesellschaft zur Rettung Schiffbrüchiger (DGzRS), die zur Seenotrettung auf der Nordsee einen Seenotrettungskreuzer (SK) im Hafen der Insel Norderney stationiert hat. Im Regelfall erfolgt die Alarmierung der fest angestellten Retter durch die Seenotleitung Bremen, die als zentrale Leitstelle für die deutschen Hoheitsgebiete alle Alarmierungswege für die Seenotrettung rund um die Uhr überwacht und als MRCC alle Rettungseinsätze koordiniert.

## Aktuelle Rettungseinheit
Seit dem 9. Januar 2017 liegt im Hafen Norderney der Seenotkreuzer EUGEN, der mit seiner Indienststellung 2009 zunächst auf der Seenotrettungsstation Greifswalder Oie den Dienst versehen hatte. Die Kreuzer der 20-Meter-Klasse besitzen im Heckbereich nicht mehr ein traditionelles Tochterboot, sondern ein offenes Arbeitsboot. Das Festrumpfschlauchboot mit dem Namen HUBERTUS verfügt über einen Jetantrieb, der für maximal 30 Knoten Fahrt sorgen kann. Weitere Details zur Technik und der Ausrüstung sind im Hauptartikel enthalten.

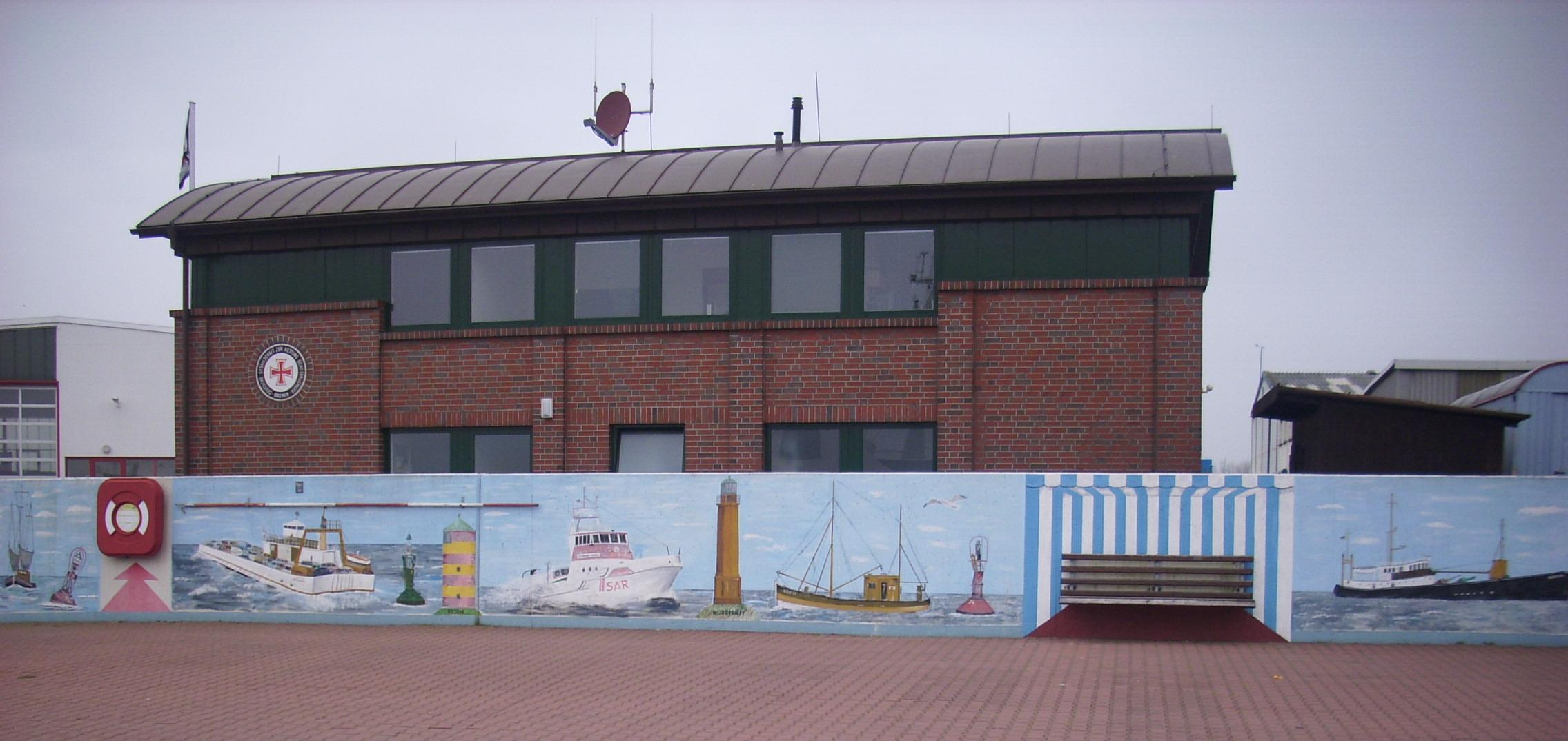
Stationsgebäude

Im Gegensatz zu den anderen Kreuzern der Gesellschaft lebt bei den Schiffen der 20-Meter-Klasse die Besatzung nicht auf dem Boot, sondern im Stationsgebäude direkt hinter dem Anleger am Liegeplatz. Dieser liegt rund 600 Meter hinter der Hafeneinfahrt an der sich die Fährterminals der Reederei Norden-Frisia befinden. Die diensthabenden drei Personen hören dort ständig den Schiffsfunk mit, um im Notfall sofort den Seenotkreuzer zu besetzen. Insgesamt stehen sieben hauptamtliche Seenotretter zur Verfügung, die sich schichtweise alle 14 Tage ablösen. Weitere Freiwillige können bei Bedarf die Besatzung verstärken. Das neue Stationsgebäude war 2004 bezogen und eingeweiht worden. Es löste den am Weststrand der Insel gelegenen Bootsschuppen von 1892 ab, der 1993 zum Rettungsboot-Museum umgestaltet wurde.

## Einsatzgebiet und Zusammenarbeit

Das Revier der Station Norderney erstreckt sich vom ostfriesischen Festland über das Wattenmeer zwischen den Nachbarinseln Juist und Baltrum bis in die Deutsche Bucht. Dadurch erfolgt die Sicherung der Ausflugs- und Freizeitschifffahrt, des Fährverkehrs und der Großschifffahrtswege in der Nordsee nördlich der Insel. Im Notfall bringen die Retter auch Kranke oder Verletzte zum Festland, wenn der Transport per Fähre oder Hubschrauber nicht möglich ist.
Bei Rettungsaktionen im Revier erfolgt durch die EUGEN die Unterstützung der Seenotrettungsboote von den Nachbarstationen:
- Boot der Seenotrettungsstation Juist
- Boot der Seenotrettungsstation Norddeich
- Boot der Seenotrettungsstation Baltrum

## Geschichte

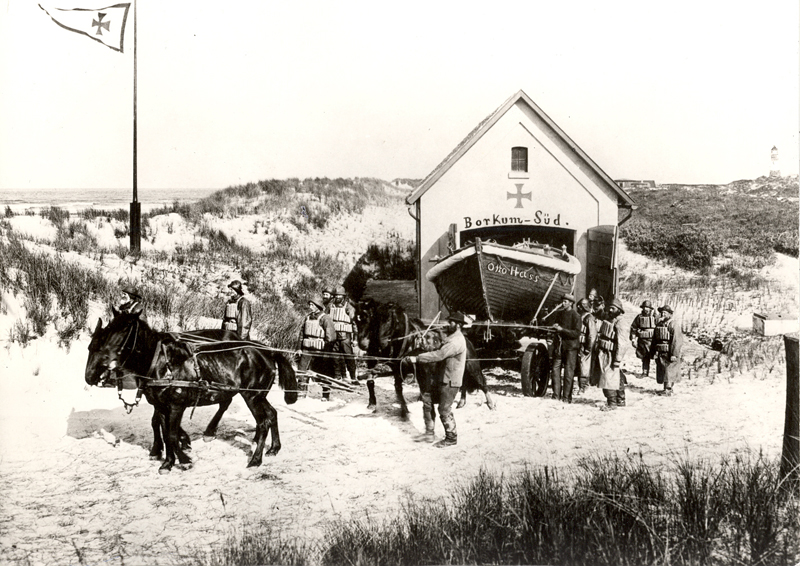
Einsatz eines Ruderrettungsboots auf Borkum

Der 1861 in Emden gegründete Verein zur Rettung Schiffbrüchiger an den ostfriesischen Küsten richtete schon ein Jahr später eine erste Station auf Norderney ein und beschaffte dazu ein eisernes 32-Fuß-Francis-Boot (Länge rd. 9,75 Meter) für 12 Ruderer. Der Schuppen dieser Station Norderney-Ost lag etwa in der Mitte der Insel, nordöstlich, unweit des Leuchtturms. Das Boot musste zum Einsatz mit Hilfe eines von Pferden gezogenen Transportwagens durch die Dünen ins Wasser verfahren werden. Aufgrund ihrer ungünstigen Lage wurde diese Station 1939 aufgegeben.
Nach Übernahme der Station durch die DGzRS kam 1868 ein Raketenapparat zur Insel und eine zweite Station am Weststrand hinzu. Als Rettungsboot erhielt die Station Norderney-West ein hölzernes Boot des dänischen Bootsbauers E.P. Bonnesen mit Namen BARMEN.
Im Laufe der Jahre wurden die hölzernen Rettungsschuppen durch massive Bauten aus Stein ersetzt und die Rettungsboote regelmäßig durch neue ersetzt. Die Chronik der Insel berichtet von Namen wie UPSTALBOOM, EMDEN und AMALIE WILHELM ERNST. Ab 1893 lagerte im neu erbauten Rettungsschuppen der Weststation die FÜRST BISMARCK, ein Deutsches Normalrettungsboot, das heute noch besichtigt werden kann.
Die Stationierung von Motorrettungsbooten begann 1927, nachdem die DGzRS beschlossen hatte, zukünftig nur noch motorisierte Einheiten zu bauen. Dazu musste im Hafen ein Wellblechschuppen gebaut werden, um die Vorräte an Diesel und Schmieröl zu lagern. Erwähnenswert ist das 1930 stationierte Doppelschrauben-Motorrettungsboot BREMEN (II), das schon viele Eigenschaften heutiger Rettungsboote besaß. So war der Bootskörper in eine große Anzahl wasserdichter Abteilungen eingeteilt, die jede für sich durch eine Lenzvorrichtung entleert werden konnte. Der Schiffsrumpf hatte erstmals eine zweite Außenhaut, die ebenfalls einzelne wasserdichte Abteilungen aufwies. Ein Generator speiste Strom in die Akkumulatoren zur Versorgung von Lichtanlage, Funkanlage, Scheinwerfer und Nebelhorn. Durch die zwei Motoren mit je einer Schraube zeigte das Boot sehr gute Manövriereigenschaften und eine Reserve bei Ausfall eines Motors. Zum Abbergen von Schiffbrüchigen von einem havarierten Schiff führte das Boot ein Sprungnetz mit. Es war ein Schwesterschiff der KONSUL KLEYENSTÜBER, die nach dem Krieg zum Versuchskreuzer BREMEN (III) umgebaut wurde.
Erster Neubau für die Station war das 17 Meter lange Großmotorrettungsboot NORDERNEY, das für den Einsatz auf Hoher See konzipiert war. Nach dem Krieg erhielt das Boot 1953 in der Bremer DGzRS-Werft einen Turmaufbau mit Steuerstand, der den Vorleuten eine bessere Übersicht bei den Rettungseinsätzen bietet und vor überkommenden Wellen schützt. Nach fast 30 Jahren Dienst auf Norderney wurde das Boot 1969 außer Dienst gestellt und verkauft. Danach kamen die neu konzipierten Seenotkreuzer zum Einsatz auf der Station der Insel. Alle dort stationierten Einheiten sind in der folgenden Tabelle gelistet.

## Stationierte Rettungseinheiten

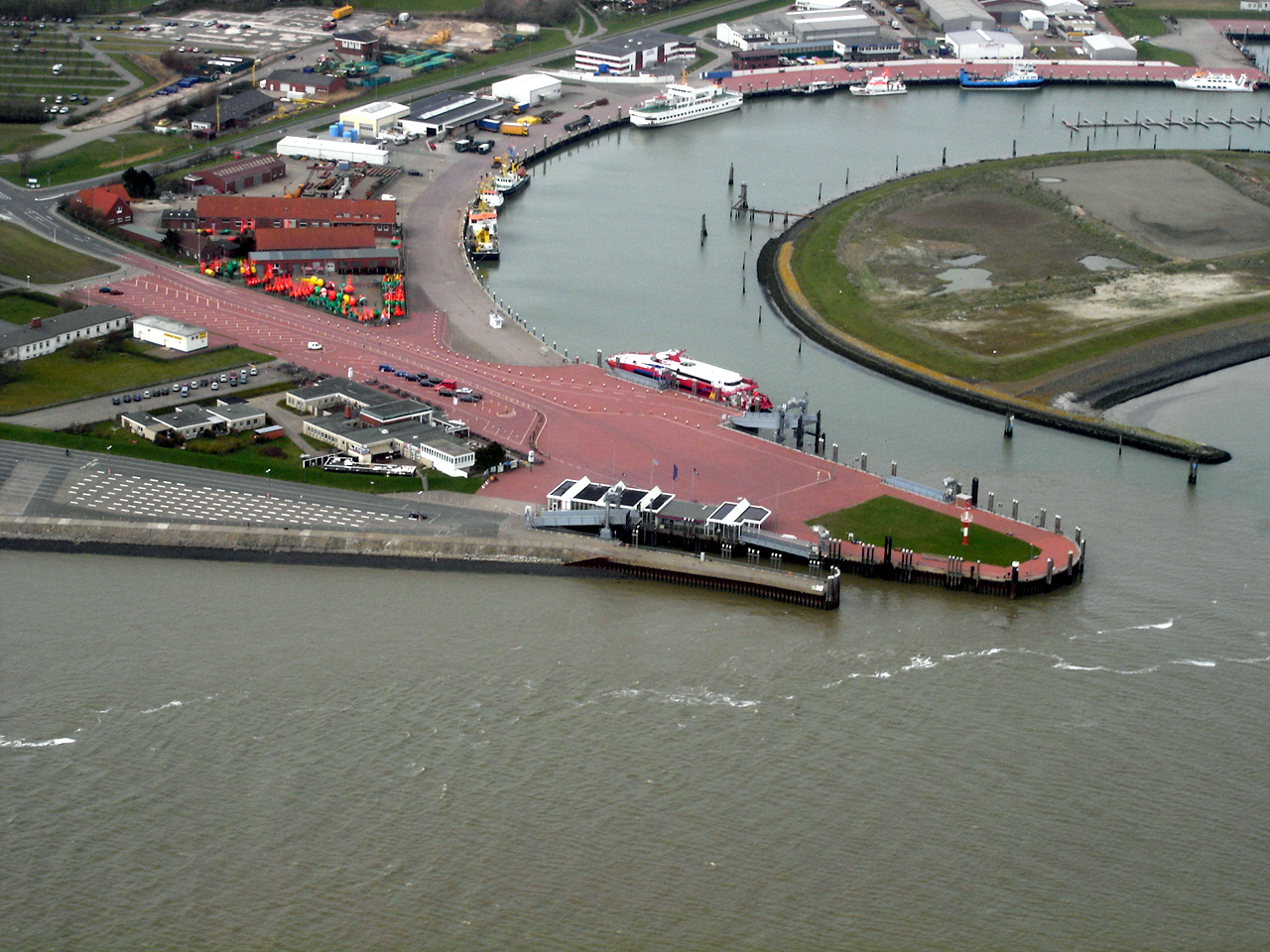
Hafen Norderney mit Kreuzer BERNHARD GRUBEN vor dem Stationsgebäude

| Stationierung von Motorrettungsbooten    | Stationierung von Motorrettungsbooten | Stationierung von Motorrettungsbooten | Stationierung von Motorrettungsbooten | Stationierung von Motorrettungsbooten | Stationierung von Motorrettungsbooten | Stationierung von Motorrettungsbooten | Stationierung von Motorrettungsbooten |
| Zeitraum                                 | Schiffsname                           | Reg.-Nr.                              | Länge oder Klasse                     | Anz. Motoren ges. Leistung            | Geschw.                               | vorige Station                        | Verlegung nach oder Verbleib          |
| ---------------------------------------- | ------------------------------------- | ------------------------------------- | ------------------------------------- | ------------------------------------- | ------------------------------------- | ------------------------------------- | ------------------------------------- |
| 1927 → 1930                              | BREMEN (I)                            | KRD 415                               | 11,85 Meter                           | 1 → 45 PS                             | 8,0 kn                                | Neubau                                | → Travemünde                          |
| 1930 → 1940                              | BREMEN (II)                           | KRD 418                               | 16,17 Meter                           | 2 → 75 PS                             | 9,0 Kn                                | Neubau                                | → Juist                               |
| 1940 → 1945                              | KONSUL JOHN                           | KRD 422                               | 13,00 Meter                           | 1 → 50 PS                             | 8,0 kn                                | von Langeoog                          | → Amrum                               |
| 1945 → 1969                              | NORDERNEY                             | KRA 151                               | 17,30 Meter                           | 2 → 300 PS                            | 10,0 kn                               | Neubau                                | ausgemustert                          |
| Stationierung von Seenotrettungskreuzern |                                       |                                       |                                       |                                       |                                       |                                       |                                       |
| 1969 → 1997                              | OTTO SCHÜLKE                          | KRS 02                                | 19-Meter-Klasse                       | 1 → 830 PS                            | 18 kn                                 | Neubau                                | ausgemustert                          |
| 1997 → 2018                              | BERNHARD GRUBEN                       | SK 28                                 | 23-Meter-Klasse                       | 2 → 2.700 PS                          | 23 kn                                 | Neubau                                | → Hooksiel                            |
| seit 2018                                | EUGEN                                 | SK 31                                 | 20-Meter-Klasse                       | 1 → 1.675 PS                          | 22 kn                                 | von Greifswalder Oie                  | auf Station                           |

Quellen:

## Galerie der Seenotkreuzer

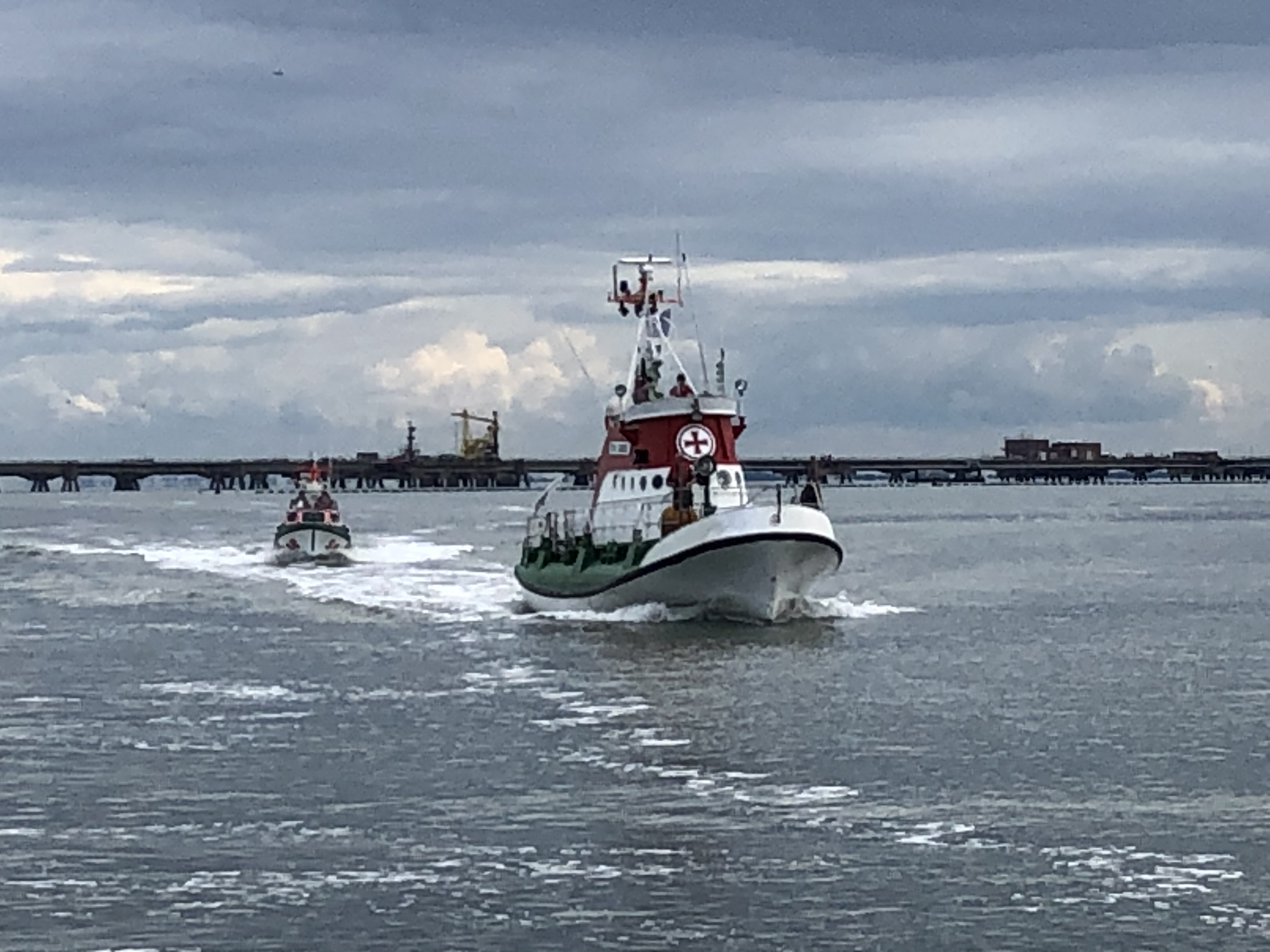
OTTO SCHÜLKE
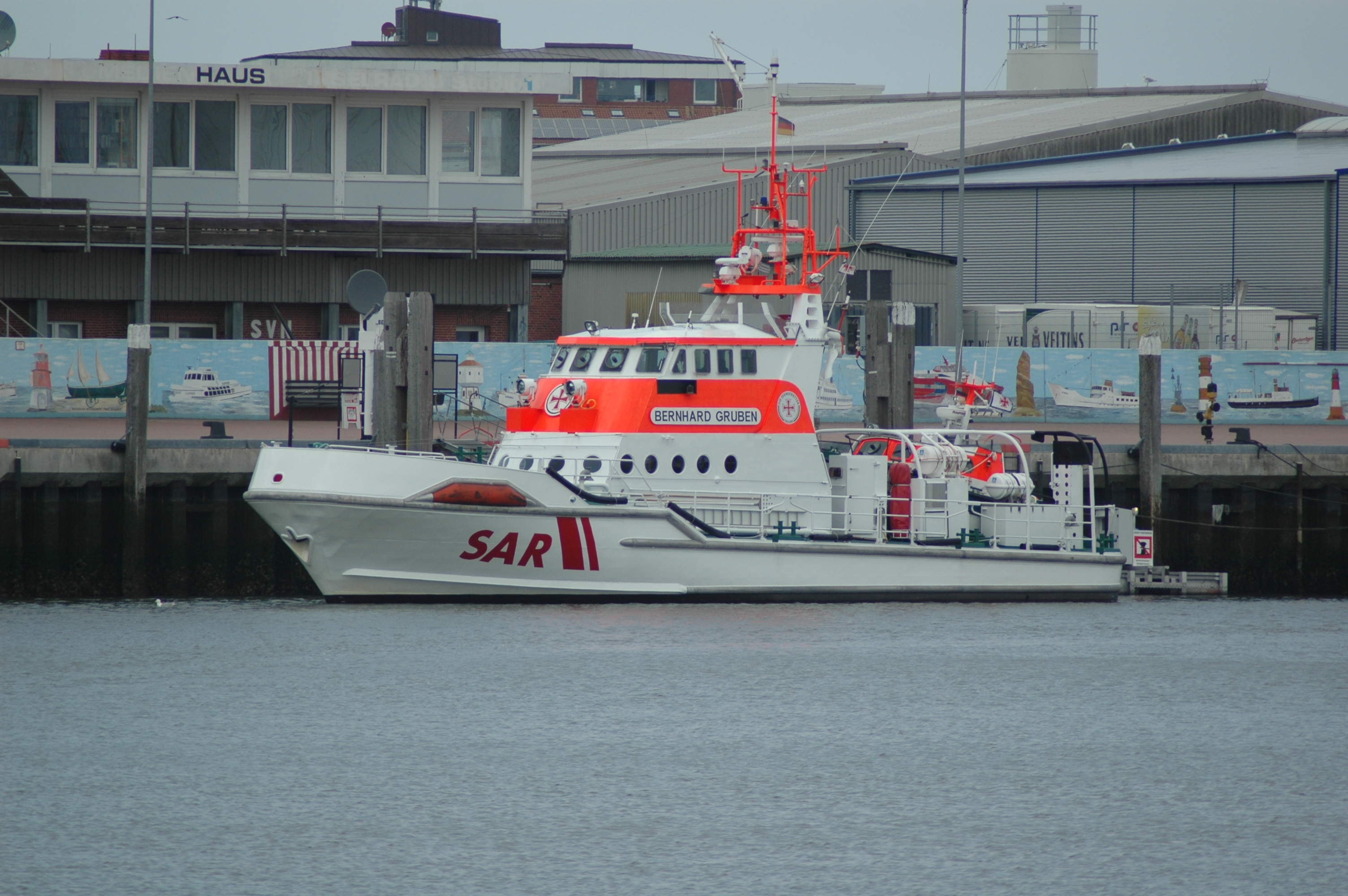
BERNHARD GRUBEN
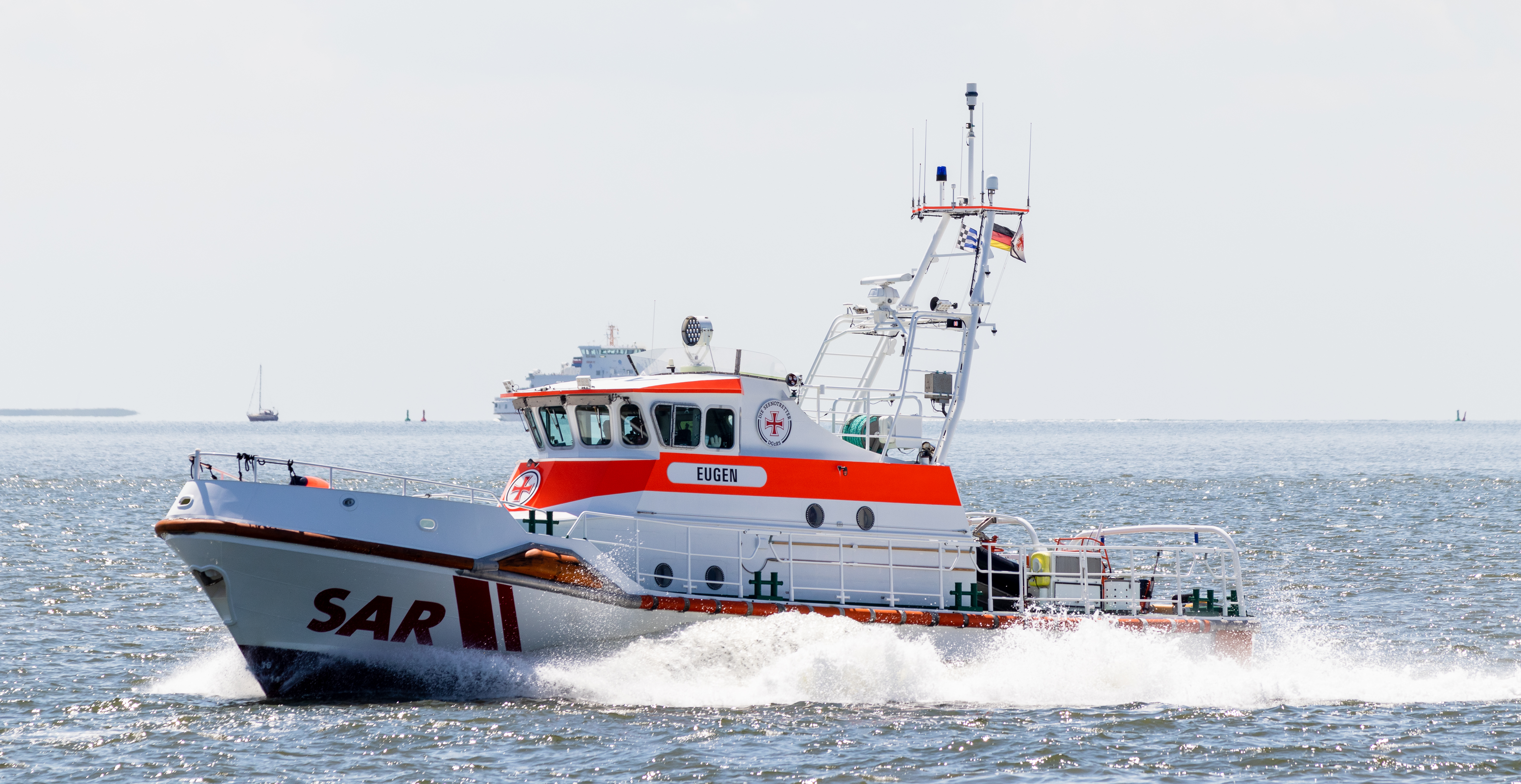
EUGEN

## Historisches Museum

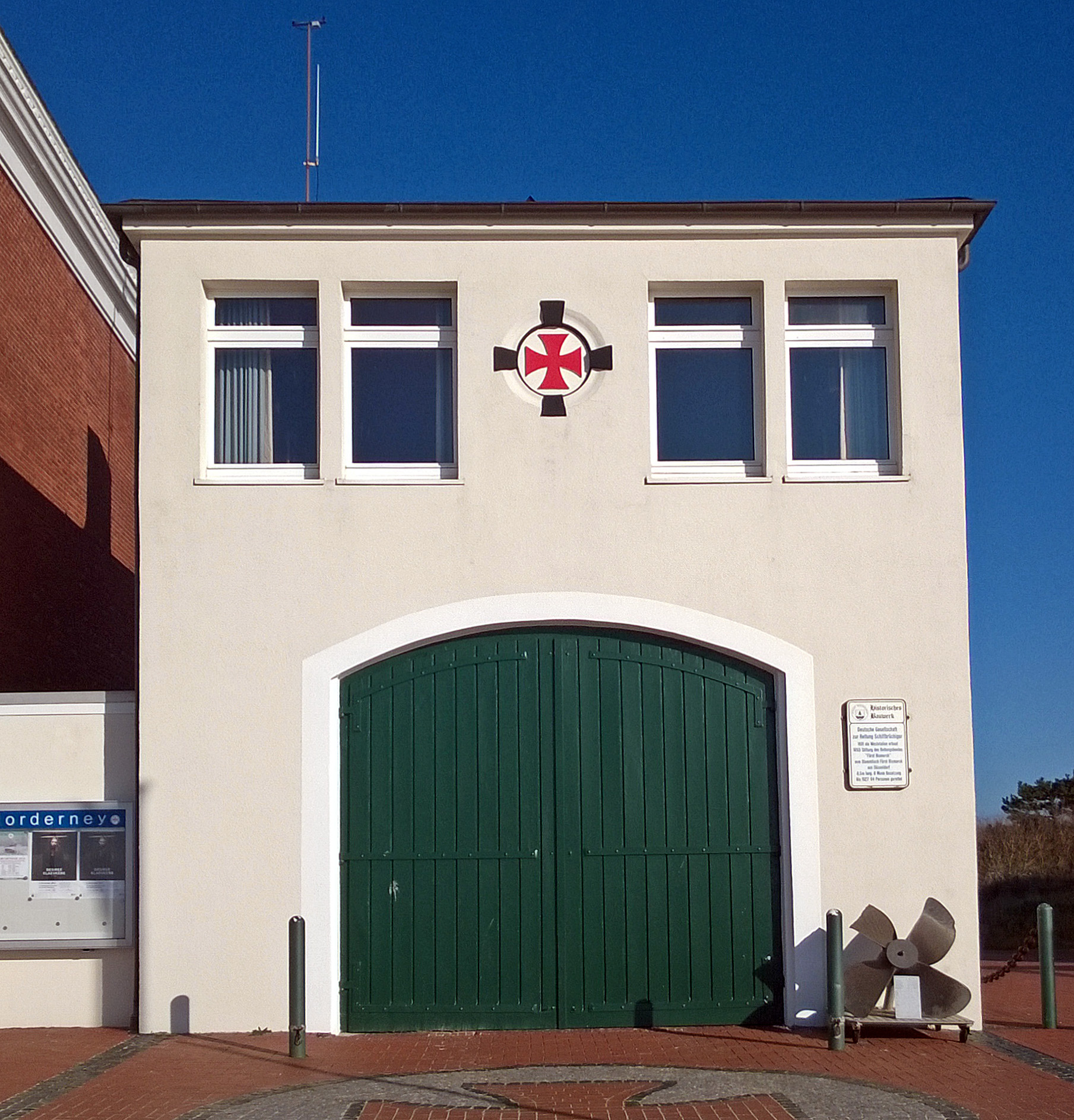
Der ehemalige Norderneyer Rettungsschuppen von 1892 am Weststrand

An der Promenade am Weststrand steht der ehemalige Rettungsbootschuppen der Weststation von 1892. Darin hat die DGzRS 1993 ein historisches Museum zur Geschichte der Deutschen Seenotrettung eingerichtet. Ehrenamtliche Mitarbeiter der Gesellschaft öffnen regelmäßig die kleine Ausstellung historischer Rettungsgeräte. Viele der Norderneyer Männer waren noch bis Anfang des 20. Jahrhunderts freiwillige Seenotretter. Daneben wird das Gebäude für Veranstaltungen und kleinere Reparaturen genutzt.
Mittelpunkt ist das heute noch voll intakte Ruderrettungsboot FÜRST BISMARCK aus dem Jahr 1893. Es wurde vom Stammtisch „Fürst Bismarck“ aus Düsseldorf gespendet und ist eines der wenigen erhaltenen Rettungsboote aus der Zeit vom Ende des 19. Jahrhunderts. Das 9 Meter lange Boot aus Stahlblech lagerte auf einem Bootswagen und wurde im Einsatzfall mit Pferden aus dem Schuppen und über den Strand in die Brandung gezogen. Durch eine Kippvorrichtung konnte das Boot vom Wagen ins Wasser gleiten. Als Besatzung waren 8 Seenotretter erforderlich, die das Boot zum Einsatzort rudern mussten. Bei Bedarf konnte das Boot auch gesegelt werden. Durch drei eingebaute Luftkammern und einen Korkring, der um den Rumpf gezogen war, galt das Boot als unsinkbar. Bis 1927 wurden mit dem Boot 94 Personen gerettet. Eine letzte Manöverfahrt des Norderneyer Traditionsruderrettungsboots erfolgte 1975.

## Ehrungen
Für die jeweils schwerste Rettungsfahrt eines Jahres vergab die DGzRS seinerzeit die Prinz-Heinrich-Medaille in drei Stufen: Bronze, Silber und Gold. 1913 erhielt der Vormann Johann Friedrich Rass die goldene Ausführung.
Für die besonders schwere Rettung am 1. Dezember 1936 bekam die Norderneyer Besatzung die Rettungsmedaille am Bande. Da die Rettungsfahrt einem niederländischen Schiff galt, hatte auch die niederländische Rettungsgesellschaft KNZHRM silberne Medaillen an die Schiffsmannschaft verliehen. Vormann Rass erhielt zusätzlich noch die Prinz-Heinrich-Medaille.